# Монсегюр
Монсегюр (фр. Château de Montségur) — небольшое оборонительное сооружение, находящееся на вершине пог — или печ — (отдельно стоящей скалы) в отрогах Пиренеев, неподалёку от пика св. Варфоломея.
Современная крепость описывается в мифах (и путеводителях) как катарская цитадель, хотя это остатки крепости более позднего периода, и остатки укреплений, о которых сложено множество легенд и преданий, вообще не имеют отношения к эпохе катаров.
В 1862 году Национальной комиссией по историческим памятникам крепости был присвоен статус исторического памятника.

## История
В древнейшие времена Монсегюр был святилищем богини Белиссены, кельтиберского аналога Астарты-Артемиды-Дианы. Астарта в финикийской мифологии являлась женским соответствием, или паредрой, бога Ваала, в греческой мифологии была известна как Артемида, сестра Аполлона, а в кельтиберской теогонии — Белиссена, богиня Абеллиона.
В 1229 году, через двадцать лет после начала альбигойского крестового похода, граф Тулузский подписал Парижский трактат, согласно которому начался переход Лангедока под власть французской короны. Церковь катаров вынуждена была уйти в подполье. Монсегюр стал «средоточием и престолом» еретической церкви в 1232 году, когда катарские епископы Тулузы и Разес добились приюта у сеньора этих мест, Раймонда де Перейля. Монсегюр стал также штаб-квартирой решительно настроенных файдитов, преданных интересам графа Тулузского и жаждущих воевать с новыми властями.
Летом 1243 года армия крестоносцев под руководством королевского сенешаля Каркасона взяла Монсегюр в кольцо осады. Монсегюр защищало его географическое положение и отвесные склоны. Пятнадцать рыцарей и пятьдесят солдат смогли почти год, будучи отрезанными от внешнего мира, противостоять армии из нескольких тысяч хорошо вооружённых людей. Осада крепости переплеталась с героизмом и фанатизмом: эта крепость являлась для катаров чем-то вроде Масады для зелотов.
Монсегюр пал 16 марта 1244 года. Катарские монахи и монахини (всего — более 200 человек), не отрёкшиеся от своих религиозных убеждений, были сожжены в тот же день на костре у подножия горы. «Среди них, — сообщает хронист-инквизитор Гийом Пюилоранский, — был Бертран Марти, которого они сделали своим епископом; и все они отказались обратиться, как им предложили, и были заключены в ограду, сделанную из кольев и свай, и, сожжённые в ней, перешли из огня казни в огонь Тартара». Также на костёр отправлена была престарелая маркиза де Лантар, её дочь Корба де Перейль и молодая внучка Эсклармонда де Перейль. Сейчас место казни называется «Prat dels Cremats», или Поле Сожжённых. 25 защитников крепости покончили жизнь самоубийством.
Несмотря на то, что эта цитадель пала, отдельные группы катаров всё же сохранились до 1320-х годов в южной Франции и северной Италии.
От прежней крепости Монсегюр, называемой французскими историками «Монсегюр II», практически не осталось и следа. Папа римский приказал уничтожить её стены до скального фундамента после её захвата в 1244 году, лишь на северном склоне можно увидеть небольшие фрагменты кладки, относящиеся к постройкам «Монсегюра II». В дальнейшем крепость постепенно восстанавливалась и модернизировалась в последующие три столетия королевскими архитекторами. Современная крепость, называемая «Монсегюр III», представляет архитектурно-исторический памятник, типичный для постсредневековой королевской французской оборонительной архитектуры 1600-х годов.

## Легенды
Протестантский пастор Наполеон Пейра является автором легенды о том, что Монсегюр был катарским храмом Духа с могилой Эсклармонды. Под конец XIX — в начале XX столетия, в эпоху расцвета оккультизма и спиритизма, фелибристы, окситанские поэты, и эзотерики дополняли этот миф, превратив храм Духа в храм чаши Грааля, а потом храм Солнца.
В начале XX века некоторые гностические секты фабриковали для этого фальшивые пергаменты. Нацисты прослышали о мифах Монсегюра от человека, называвшего себя Отто Ран, в 1929 году, спустя год после вероятного формирования Аненербе, учреждения для исследования немецкой расовой и культурной родословной. Ран написал два бестселлера-романа о Чаше Грааля, связывающие Монсегюр и Катаров со Святой Чашей Грааля: «Крестовый поход Против Чаши Грааля» (1933) и «Luzifers Hofgesind» («Двор Люцифера») (1937) году. Ран присоединился к Аненербе как младший военнослужащий сержантского состава в 1936 году, в том же году, в котором Генрих Гиммлер взял под своё полное подчинение организацию, объявив себя её куратором. Желание Гиммлера состояло в том, чтобы попытаться вновь, по иному взглянуть на корни германской культуры. 13 марта 1939 года Отто Ран замёрз на Тирольской горной вершине.
Некоторые источники сообщают, что в 1944 году, на 700-ю годовщину падения Монсегюра, немецкие самолёты были замечены в области Монсегюра. Они летели странными построениями, похожими на кельтские кресты. Некоторые утверждают, что Альфред Розенберг, идеолог нацистской Германии и автор книги «Миф двадцатого века», был на борту одного из самолётов. Неизвестно, почему самолёты были недалеко от этой области и какова была их миссия, если была вообще.